# Kingdom Hearts 3D: Dream Drop Distance
Kingdom Hearts 3D: Dream Drop Distance est un jeu vidéo de type action-RPG développé sur Nintendo 3DS par les sociétés Square Enix et Disney Interactive Studios. Le jeu est sorti au Japon le 29 mars 2012 et début juillet 2012 pour l'Europe et l'Amérique du Nord. Il appartient à la série Kingdom Hearts.

## Trame

### Synopsis
L'heure est venue pour Sora et Riku de passer l'examen du symbole de maîtrise dans le but de devenir des Maîtres de la Keyblade. Dans le cadre de l'examen, Sora et Riku sont séparés et envoyés dans des mondes précédemment détruits par les Sans-Cœurs, qui ont depuis été restauré. Mais ces mondes sont plongés dans un état de "sommeil profond" qui les déconnectent des autres mondes. Ces mondes sont sous la menace des Cauchemars, un type d'Avale-rêve né de l'obscurité cherchant à dévorer les beaux rêves (ces créatures remplacent les Sans-Cœurs). Leur mission est de réveiller les mondes endormis en déverrouillant la serrure de chacun des sept mondes.

### Personnages principaux
- Sora : Sora est le personnage principal de Kingdom Hearts. Meilleur ami de Riku et Kairi, il est choisi par la Keyblade comme étant son maître.

- Riku : Anti-héros de Kingdom Hearts, il est le meilleur ami de Sora et Kairi.

- Yen Sid : Yen Sid est un grand sorcier, c'est lui qui fera passer l'examen du symbole de maîtrise à Sora et Riku.

- Lea : C'est la forme humaine de Axel (Simili, ancien membre de l'Organisation XIII).

- L'Inconnu : Personnage étrange (habillé de la même manière qu'un membre de l'Organisation XIII). Il peut, à l'instar de Sora et Riku, voyager d'un monde endormi à un autre. Mais qui peut-il bien être ?

- Xehanort : Principal antagoniste de Kingdom Hearts.

- Les Avale-Rêves ("Dream Eaters" en anglais) : Ce sont les nouvelles créatures que l'on rencontre dans cet épisode. Il en existe deux sortes : les Cauchemars (les ennemis) et les Esprits (les alliés).

### Mondes
Mondes déjà vus dans Kingdom Hearts
- la Ville de Traverse
- Illusiopolis
- Monstro (assimilé au Paradis des Garnements)
- l'Île du Destin (Monde non jouable)
- la Tour Mystérieuse (Monde non jouable)
- le Château Disney (Monde non jouable)
- le Jardin Radieux (Monde non jouable)

Mondes apparaissant pour la première fois
- la Cité des Cloches (Le Bossu de Notre-Dame)
- le Paradis des Garnements (Pinocchio)
- la Grille (Tron : L'Héritage)
- le Pays des Mousquetaires (Mickey, Donald, Dingo : Les Trois Mousquetaires)
- la Symphonie du Sorcier (Fantasia)

## Accueil

### Critique
- Famitsu : 38/40[1]
- Jeuxvideo.com : 17/20[2].

### Ventes
Le jeu s'est vendu à 213,579 exemplaires la première semaine, faisant de lui le jeu le plus rapidement vendu sur la Nintendo 3DS à cette époque. Le jeu aurait atteint la barre symbolique des 300,000 unités vendues début mai, confirmant son succès au pays du soleil levant.
| Europe     | 0,09 million |
| Japon      | 0,32 million |
| États-Unis | 0,28 million |
| Monde      | 0,74 million |